# Frank Orth
Frank Orth (* 21. Februar 1880 in Philadelphia, Pennsylvania; † 17. März 1962 in Hollywood, Los Angeles, Kalifornien) war ein US-amerikanischer Schauspieler.

## Leben
Frank Orth begann seine Schauspielkarriere im Jahr 1897 am Theater und trat um die Jahrhundertwende mit seiner späteren Frau Ann Codee mit der Nummer Codee and Orth in Vaudeville-Shows auf. Um 1909 versuchte sich Orth als Songwriter. Ab 1928 spielte er erstmals beim Film mit. Er wirkte an über 170 Film- und Fernsehproduktionen mit, meistens in kleineren bis mittleren Nebenrollen, beispielhaft als Cary Grants Mitarbeiter Duffy in dem Komödienklassiker Sein Mädchen für besondere Fälle (1940). Er hatte wiederkehrende Rollen in den Filmreihen um Dr. Kildare (als Cafebesitzer Mike Ryan) und Nancy Drew (als etwas komischer Officer Tweedy). Häufig war er als Polizist, Bediensteter oder Barmann zu sehen, oftmals mit irischem Hintergrund. Eine verhältnismäßig große Rolle hatte er als knauseriger Familienvater in der 1950 erschienenen Familienkomödie Der Weihnachtswunsch. Im Fernsehen erreichte Orth in den 1950er-Jahren durch die Rolle des Inspektors Faraday in der Krimireihe Boston Blackie größere Bekanntheit. Orth beendete 1959 seine Schauspielkarriere, nachdem er sich einer Rachenoperation unterzogen hatte.
Bis zu ihrem Tod am 18. Mai 1961 war Orth mit Ann Codee fast fünf Jahrzehnte lang verheiratet, das Paar hatte zwei Kinder. Zehn Monate später starb er selbst im Alter von 82 Jahren und liegt seitdem auf dem Forest Lawn Memorial Park neben seiner Frau bestattet.

## Filmografie (Auswahl)
- 1928: 42nd Street (Kurzfilm)
- 1936: Zwei gegen die Welt (Two Against the World)
- 1937: San Quentin (Flucht aus San Quentin)
- 1938: Comet Over Broadway
- 1938: Dr. Kildare: Sein erster Fall (Young Dr. Kildare)
- 1939: Der junge Mr. Lincoln (Young Mr. Lincoln)
- 1939: Dr. Kildare: Unter Verdacht (Calling Dr. Kildare)
- 1939: Dr. Kildare: Das Geheimnis (The Secret of Dr. Kildare)
- 1940: Dr. Kildare: Auf Messers Schneide (Dr. Kildare’s Strange Case)
- 1940: Dr. Kildare: Die Heimkehr (Dr. Kildare Goes Home)
- 1940: Sein Mädchen für besondere Fälle (His Girl Friday)
- 1940: Der Draufgänger (Boom Town)
- 1940: Dr. Kildare: Verhängnisvolle Diagnose (Dr. Kildare’s Crisis)
- 1941: Komm, bleib bei mir (Come Live with Me)
- 1941: Dr. Kildare: Vor Gericht (The People vs. Dr. Kildare)
- 1941: Tödlicher Pakt (Unholy Partners)
- 1941: I Wake Up Screaming
- 1941: Schönste der Stadt (The Strawberry Blonde)
- 1941: Dr. Kildare: Der Hochzeitstag (Dr. Kildare’s Wedding Day)
- 1941: Eheposse (Skylark)
- 1942: To the Shores of Tripoli
- 1942: Dr. Kildare’s Victory
- 1942: Die Königin vom Broadway (My Gal Sal)
- 1942: Orchestra Wives
- 1942: Sechs Schicksale (Tales of Manhattan)
- 1942: Dr. Gillespie’s New Assistant
- 1943: Hello, Frisco, Hello
- 1943: Coney Island
- 1944: Buffalo Bill, der weiße Indianer (Buffalo Bill)
- 1944: Mit Büchse und Lasso (Tall in the Saddle)
- 1945: Das verlorene Wochenende (The Lost Weekend)
- 1946: Die seltsame Liebe der Martha Ivers (The Strange Love of Martha Ivers)
- 1947: Die Dame im See (Lady in the Lake)
- 1947: The Guilt of Janet Ames
- 1948: Das ist also New York (So This Is New York)
- 1948: Rache ohne Gnade (Fury at Furnace Creek)
- 1948: Fünf auf Hochzeitsreise (Family Honeymoon)
- 1948: Blondie’s Secret
- 1949: Rotes Licht (Red Light)
- 1949: Noras schwache Stunde (Bride for Sale)
- 1950: Das skandalöse Mädchen (The Petty Girl)
- 1950: Der Weihnachtswunsch (The Great Rupert)
- 1950: Vater der Braut (Father of the Bride)
- 1950: Im Dutzend billiger (Cheaper by the Dozen)
- 1951: Doppeltes Dynamit (Double Dynamite)
- 1951–1953: Boston Blackie (Fernsehserie, 58 Folgen)
- 1952: Wofür das Leben sich lohnt (Something to Live For)
- 1953: Houdini, der König des Varieté (Houdini)
- 1955: … und nicht als ein Fremder (Not as a Stranger)
- 1959: Fibber McGee and Molly (Fernsehserie, 1 Folge)